# 賈伯樂提督街
22°12′04″N 113°32′49″E / 22.2009775°N 113.5469399°E
賈伯樂提督街，又名提督街（葡文：Rua do Almirante Costa Cabral），在澳門半島中部，北端由美副將大馬路起，南端至鏡湖馬路與新勝街之間。長910米。

## 簡介
賈伯樂海軍上將（Almirante Costa Cabral）於19世紀後期曾任澳門海事警察條例委員會委員。該街是聖安多尼堂區與望德堂區的分界。
該街中段南側是有100多年歷史的培正中學，南段附近還有1874年所建的西洋墳場。馬路南端原有一座監獄（俗稱：市牢)，已於1990年遷往路環，原址改建為大廈。

## 附近著名建築物
- 普濟禪院（觀音堂）
- 澳門培正中學
- 盧廉若公園
- 葉挺將軍故居
- 藥山禪院

## 沿途街道
- 美副將大馬路
- 雅廉訪大馬路
- 高士德大馬路
- 飛能便度街
- 華園新街
- 賈伯樂提督巷
- 羅利老馬路
- 美的路主教街
- 僑樂新街
- 沙嘉都喇賈罷麗街（沙嘉都喇街）
- 亞豐素雅布基街（亞豐素街）
- 賈伯樂提督里
- 消防隊巷
- 區華利街
- 賈伯樂提督圓形地
- 鏡湖馬路

## 公共交通
M83 賈伯樂／培正（Al. Costa Cabral / Esc. Pui Ching）
路線：8A、17
M82 賈伯樂／沙嘉都喇（Al. Costa Cabral / Sacadura Cabral）
路線：17
M123 東南小學（Esc. Tong Nam）
路線：17